# Calandro
Calandro ist eine Rotweinsorte mit mittlerer Widerstandsfähigkeit gegen den Falschen Mehltau und mittlerer bis hoher Widerstandsfähigkeit gegen den Echten Mehltau. Die Kreuzung dieser Neuzüchtung erfolgte 1984 am Institut für Rebenzüchtung Geilweilerhof zwischen den Sorten Domina und Regent. Der Sortenschutz wurde 2009 erteilt.
Durch seine Widerstandsfähigkeit gegen die Mehltaupilze kann der Pflanzenschutz um 60–80 % im Vergleich zu traditionellen Rebsorten reduziert werden. Die Resistenz gegen die Grauschimmelfäule wird als hoch eingestuft.
Calandro ergibt mediterrane Weine, die als gehaltvoll, stoffig, gerbstoffreich und farbkräftig beschrieben werden. Durch einen hohen Tanningehalt werden längere Reifephasen erforderlich, der Wein zeichnet sich dann aber durch eine lange Lagerfähigkeit aus. Er eignet sich sehr gut für einen Barriqueausbau. Das Aromengemisch erinnert an Beerenfrüchte und rauchigen Noten.